# Husbuk
Husbukken (latin Hylotrupes bajulus) er en bille, som tilhører familien træbukke (Cerambycidae). Den varierer meget i størrelse fra 8 til 20 millimeter. Oversiden er sort eller brunsort. Forbrystet ser skimlet ud på grund af en hvidlig behåring langs randen og har to blanke buler på midten.

## Skadedyr
Larven kan leve i gammelt, tørt, forarbejdet nåletræ og kan efterhånden udhule træet med sine gange. Dette gør husbukken til et skadedyr, der forårsager mange skader på bygninger. Husbukken ses kun sjældent, da de lever skjult inde i selve træet.